# Dettey
Dettey é uma comuna francesa na região administrativa de Borgonha-Franco-Condado, no departamento Saône-et-Loire. Estende-se por uma área de 23,6 km². Em 2010 a comuna tinha 84 habitantes (densidade: 3,6 hab./km²).